# 2025年乍得總統府襲擊
西非時間2025年1月8日晚上約8點45分，身份不明的槍手襲擊乍得首都恩賈梅納乍得總統府。襲擊造成至少20人死亡，其中包括18名槍手和2名士兵。

## 背景
自2014年起，博科聖地在乍得西部地區活動頻繁，從尼日利亞邊境發動針對乍得西部平民和軍事目標的跨境襲擊。到2024年，該組織在乍得的攻擊行動日益激烈，並在恩古布阿村附近的軍事基地發動突襲，導致40名乍得士兵死亡。
博科聖地的暴力行動加劇之際，正值法國軍隊從該地區撤出。法國一直是乍得政府的重要盟友，過去幾十年來為乍得提供軍事援助，包括訓練乍得軍隊和對叛亂分子進行空襲。2024年11月29日，法國外交部部長讓-諾埃爾·巴羅訪問恩賈梅納期間，乍得政府宣佈終止與法國的防務協定，並要求法國軍隊撤出乍得。到12月，大部分法國軍隊已撤離乍得，剩餘部隊預計將於1月底前撤出。

## 襲擊
襲擊於晚上約8點45分開始。至少有24名疑似博科聖地成員的武裝分子，對總統府內部發動大規模槍擊和汽車炸彈襲擊。乍得總統穆罕默德·代比當時正在總統府內。根據乍得外交部部長阿卜杜拉曼·庫拉馬拉的說法，18名襲擊者被擊斃，6人受傷，另外有兩名安保人員喪生，5人重傷。庫拉馬拉補充指，這些襲擊者是來自恩賈梅納的當地青年，他們精神混亂且受酒精和毒品影響。
這宗襲擊發生在中共中央政治局委員兼中共中央外事辦主任王毅訪問首都幾小時後。市民們駕車和騎摩托車匆忙逃離。
相對而言，一名安保人員消息來源告訴媒體，襲擊者屬於恐怖組織博科聖地。消息指出，襲擊時他們持有火器。

## 反應
為應對這次襲擊，乍得國民軍封鎖通往總統府的所有道路，並在街道上部署防衛和裝甲部隊，朝總統府方向行進。坦克也出現在首都恩賈梅納街頭。
乍得基礎設施部長阿齊茲·穆罕默德·薩利赫在他的Facebook上發文：「沒什麼大事，不要驚慌；局勢已經得到控制。」外交部部長庫拉馬拉在Facebook上發布的影片中說：「這只是小插曲……現在一切都很平靜。……這次不穩的企圖已被平息。」
中華人民共和國外交部表示，堅定支持乍得確保國家安全與穩定的努力。